# Top-kvark
Top-kvark (tidligere truth) er den tungeste kvark og den tungeste elementarpartikel. Den har en masse imellem 178.0 ± 4.3 GeV/c2  og har derved en masse, der er mere end 300.000 gange tungere end elektronen, og en masse der er større end et atom guld. Top-kvarken udgør sammen med bottom-kvarken tredje familie og har en ladning på + 2⁄3 e

## Historie
Top-kvarken blev forudsagt i 1972 af Makoto Kobayashi og Toshihide Maskawa, idet deres beregninger for at forklare et CP-symmetribrud for kaoner krævede 6 kvarker. Kobayashi og Maskawa vandt nobelprisen i 2008 for dette. De første forsøg på at finde top-kvarken begyndte i 1977 ved Stanford Linear Accelerator Center i Palo Alto og ved DESY i Hamburg dog uden resultat. I starten af 1980erne opdagede Super Proton Synchrotron (SPS) ved CERN W bosonen og the Z bosonen og forskerne følte at opdagelsen af top-kvarken var nært forekommende. Men eksperimentet ved CERN i 1988 stadig ikke havde fundet en top-kvark kunne de konkludere at dens masse måtte minimum være 41 GeV/c2 Eksperimentet på Fermilab viste at massen minimum måtte være 77 GeV/c2. På dette tidspunkt have CERN accelerator nået sit maksimum og konkurrencen for at finde top-kvarken stod mellem to hold ved fermilab med hver deres dektektor: Dee Zero (DØ) og Collider Detector at Fermilab (CDF). I 1992 fik begge eksperimenter, de første tegn på at top-kvarkens eksistens og d. 2. marts 1995 fremviste begge hold deres endelig bevis.

## Henfald
Levetiden for en top-kvark er 10-24 s, og da den er så lille, er det ikke er muligt at måle på selve partiklen. Top-kvarken henfalder i følge standardmodellen med en sandsynlighed mellem 99,80 og 99,84 % til en bottom-kvark og en W-boson. I de resterede tilfælde henfalder partiklen til en strange-kvark og W-boson eller down-kvark og W-boson.

## Produktion
Top-kvarken produceres oftest sammen med den antipartikel anti-top-kvarken, hvor de bliver dannet ved hjælp af den stærke kernekraft. I 2009 fremlagde to hold ved Tevatron-accerelatoren ved Fermilab at de havde observeret top-kvarket skabt enkeltvis ved hjælp af den svage kernekraft. De var blevet skabt ved at en W-boson henfald til en top-kvark og en anti-bottom-kvark. Disse top-kvarker var dog så sjældne at de kun skabes i 1 ud af 20 milliarder sammenstød i acceleratoren.